# The Entertainer
Pour les articles homonymes, voir Entertainer.
Pour le film, voir Le Cabotin.
The Entertainer (c'est-à-dire « L'Artiste » ou « L'Amuseur ») est un ragtime très connu sur un tempo de two-step composé et édité en 1902 par le pianiste américain Scott Joplin (1868-1917). C'est une des chansons les plus populaires de la Belle Époque, classée no 10 sur 100 des Songs of the Century (chansons du siècle) par la Recording Industry Association of America (RIAA).
Ce titre est également connu pour son adaptation instrumentale par Marvin Hamlisch pour la musique du film L'Arnaque en 1974.

## Histoire

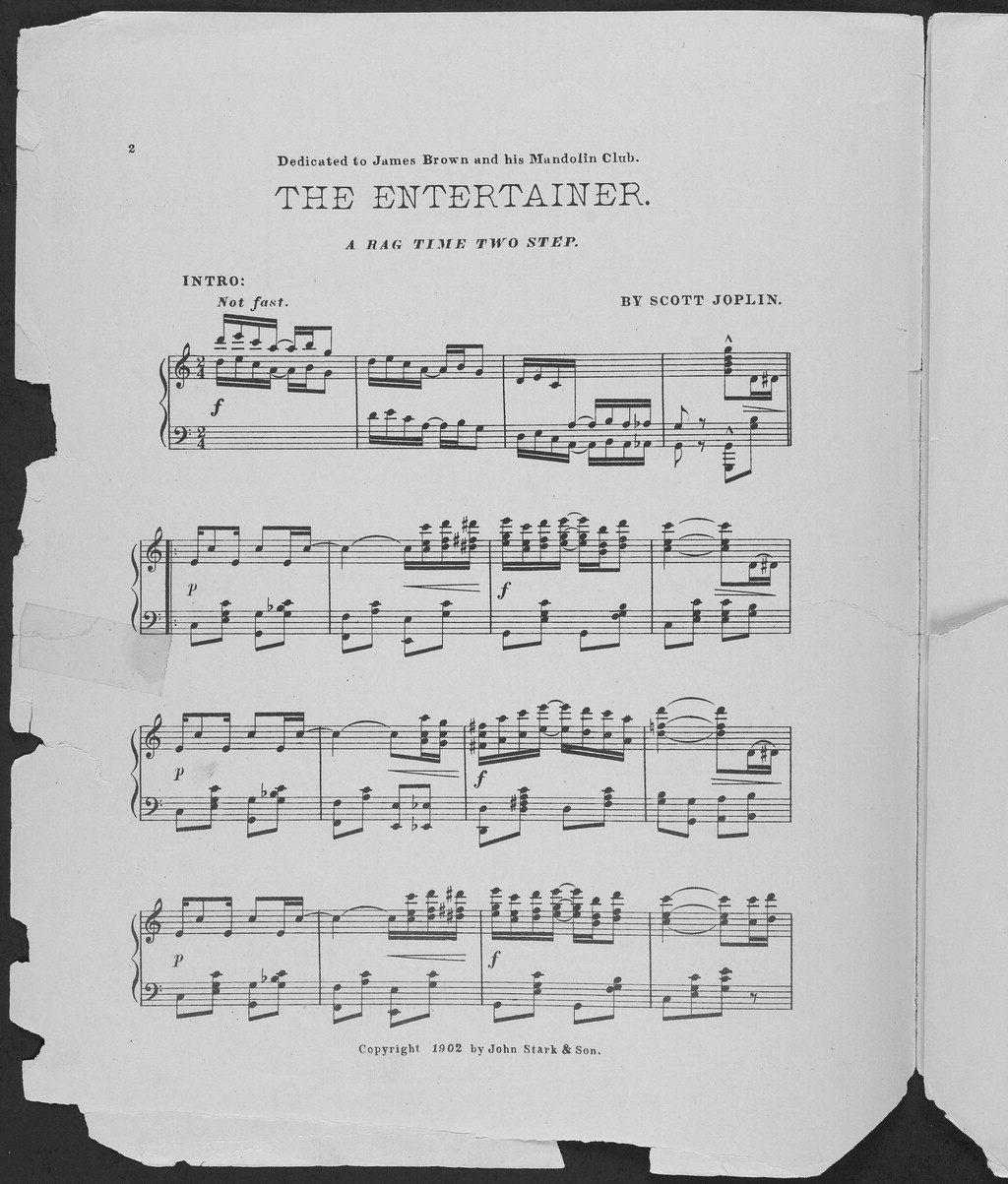
Partition de The Entertainer a ragtime two step, de Scott Joplin

Scott Joplin est déjà un des compositeurs de ragtime les plus célèbres de l'histoire du jazz lorsqu'il compose cette musique des prémices de l'Early Jazz et du piano stride de l'« ère du jazz ». Il publie la partition de cette composition, avec un important succès, le 29 décembre 1902  chez John Stark & Son (en) de Saint-Louis dans le Missouri, puis en rouleau de piano pneumatique (à l'époque des phonographes d'avant le début de propagation des disques 78 tours des années 1910). Rapidement reprise et adaptée par de nombreux interprètes, elle est une des chansons les plus populaires de la Belle Époque, à l'image de Roses of Picardy dans la décennie suivante.
Plus d'un demi-siècle après son premier succès, ce standard de jazz en connaît un second, atteignant une popularité internationale dans les années 1970 avec l'adaptation de Marvin Hamlisch pour la musique du film L'Arnaque (The Sting), de George Roy Hill, avec Paul Newman et Robert Redford, Oscar de la meilleure musique de film 1974, no 1 du Hot Adult Contemporary Tracks et no 3 du Billboard Hot 100 américain 1974 (avec l'anachronisme de cette musique de ragtime des années 1900 alors que l'action du film se passe à l'époque du swing, dans les années 1930).

## Quelques reprises et adaptations
- 1970 : Joshua Rifkin, reprise pour son album Scott Joplin: Piano Rags (en), nommé aux Grammy Awards 1971
- 1973 : Marvin Hamlisch, adaptation pour la musique de film de L'Arnaque, de George Roy Hill, Oscar de la meilleure musique de film 1974.

- 1974 : Henri, Paul, Jacques et Lulu, chanson de Marie Laforêt (Youtube)

## Cinéma et télévision
- 1929 : Go To Blazes, film muet de Robert Gowan et William Miller.
- 1973 : L'Arnaque, de George Roy Hill, avec Paul Newman et Robert Redford.
- 1997 : Les Simpson - épisode #9.01 : Homer contre New York (The City of New York vs. Homer Simpson)
- 2007 : Dr House - épisodes #3.15 : Demi-prodige (Half wit)
- 2007 : Les Trois Brigands, de Hayo Freitag
- 2018 : Westworld - épisode #2.1 : Voyage dans la nuit (Journey into Night)